# Porträt Henri Rochefort
Das Porträt Henri Rochefort (französisch: Portrait d’Henri Rochefort) ist ein Gemälde des französischen Malers Édouard Manet. Das 81,5 × 66,5 cm große, in Öl auf Leinwand gemalte Bildnis zeigt den Schriftsteller, Journalisten und Politiker Henri Rochefort. Das Gemälde befindet sich in der Hamburger Kunsthalle.

## Bildbeschreibung

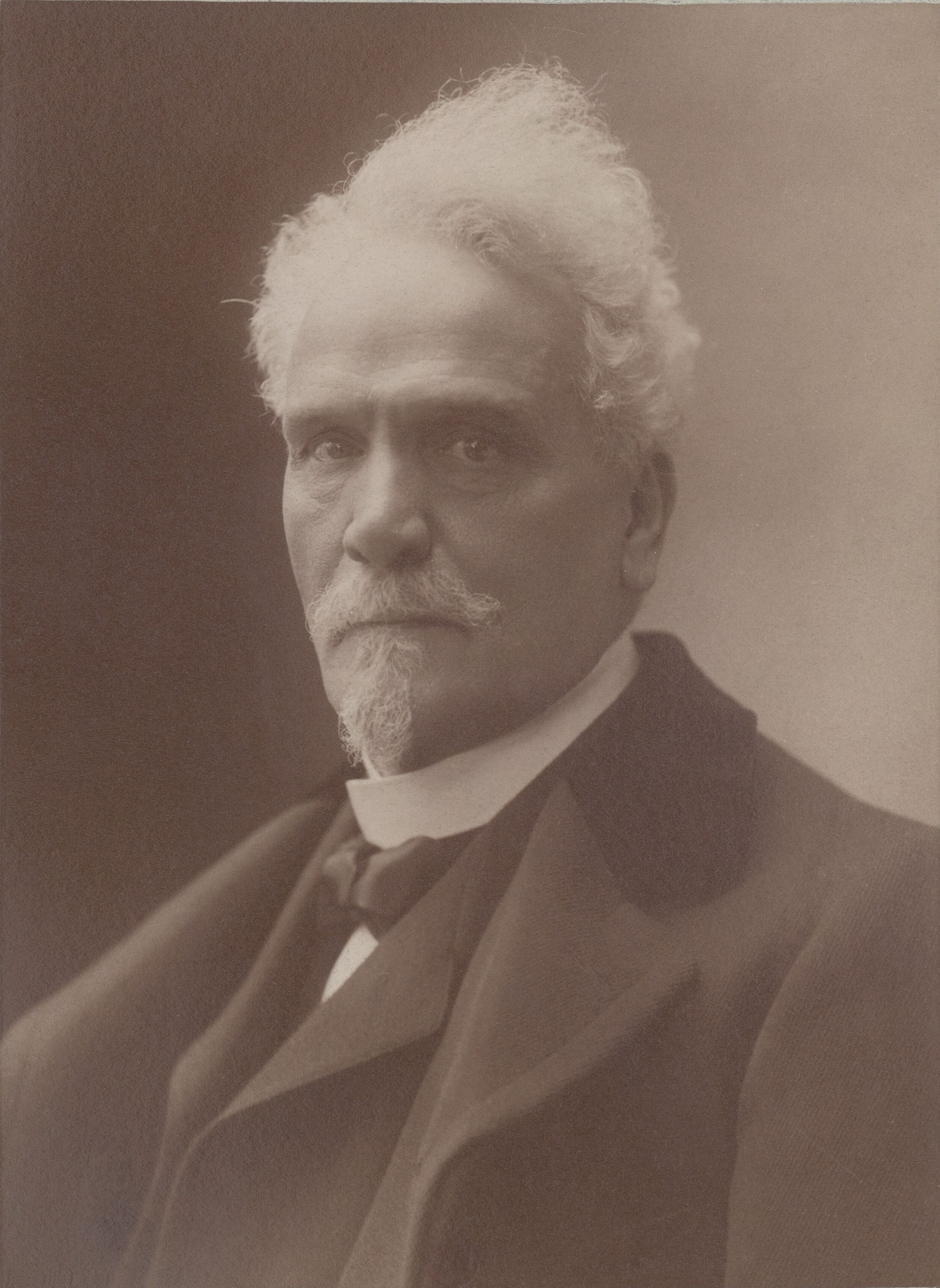
Henri Rochefort, Fotografie von Nadar, um 1897

Manet porträtierte in diesem Gemälde Victor Henri Marquis de Rochefort-Lucay, der als Henri Rochefort im Zweiten Kaiserreich ein bekannter Pamphletist war und als entschiedener Gegner von Kaiser Napoleon III. auftrat. Das als Bruststück ausgeführte Bildnis zeigt den zum linken Bildrand gewandten Mann mit verschränkten Armen. Gekleidet mit einer schwarzen Anzugjacke, einem weißen Hemd mit Stehkragen und einer Schleife um den Hals, sind vom rechten Arm nur der Bereich oberhalb des Handgelenkes und von der linken Hand nur die Spitzen der drei mittleren Finger zu sehen. Der Bereich des Oberkörpers ist weitestgehend den Regeln der Académie des Beaux-Arts entsprechend im realistischen Stil gemalt, nur die Fingerspitzen zeigen eine eher skizzenhafte Ausführung.
Das Gesicht, dessen Blickrichtung einen Punkt außerhalb des linken Bildrandes fixiert, zeigt demgegenüber eine deutlich vom Impressionismus beeinflusste Pinselführung. Bei der Gesichtshaut hat Manet unter anderem mit grauen und blauen Farbtupfern gearbeitet, um das durch Pockennarben gekennzeichnete Gesicht zu charakterisieren. Neben einem dichten Oberlippenbart gehört ein Spitzbart, dessen wenige dünne Haare Manet mit feinen Pinselstrichen ausführte, zu den für den Dargestellten typischen Erkennungsmerkmalen. Weiteres auffälliges Kennzeichen des Porträtierten sind die in langgezogenen Pinselstrichen in Grau- und Brauntönen ausgeführten Kopfhaare. Die nach oben und hinten „wegfliegende“ Haartracht trug Rochefort noch im Alter, wie eine um 1897 entstandene Fotografie von Nadar zeigt.
Der Bildhintergrund ist nahezu monochrom in einem dunklen Ockergrauton gehalten. Ein Lichtschein von links erhellt neben dem Gesicht leicht den Hintergrundbereich, während rechts hinter dem Kopf und dem Haarbereich eine Schattenwirkung angedeutet ist. In der rechten unteren Bildecke findet sich die Signatur „Manet“ und darunter die Jahreszahl „1881“.
Der Kunsthistoriker Josef Kern beschreibt das Gemälde mit den Worten: „Eindringlich ist die Haltung des Dargestellten, der am Betrachter vorbei nach links aus dem Bild blickt, die Arme energisch und etwas trotzig über der Brust verschränkt. Plastizität erreichte Manet, indem er die schwarz gekleidete Halbfigur vor einem dunklen Hintergrund postierte, ein Kunstgriff, dessen sich Porträtisten schon lange vor Manet bedienten.“

## Manet und Rochefort

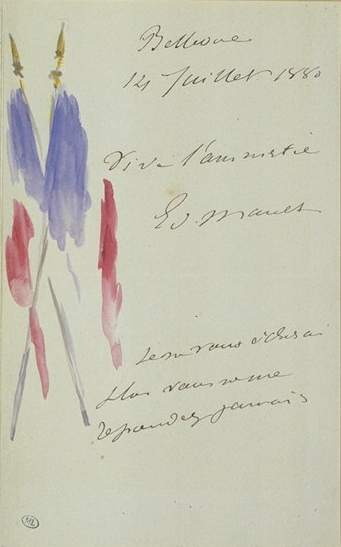
Brief Manets an seine Freundin Isabelle Lemonnier mit dem Ausruf „Vive l'amnestie“, 1880

Manet und Rochefort standen beide dem Regime Napoleon III. ablehnend gegenüber, lernten sich aber vermutlich erst zehn Jahre nach Beendigung des Zweiten Kaiserreiches persönlich kennen. Rochefort, der 1873 wegen seiner aktiven Beteiligung an der Pariser Kommune in eine Strafkolonie nach Neukaledonien deportiert wurde, lebte nach seiner aufsehenerregenden Flucht im Jahr 1874 im Exil und kehrte erst 1880 nach Frankreich zurück. Voraussetzung für die Rückkehr war eine von der Regierung Léon Gambettas zum Nationalfeiertag veranlasste Amnestie für die an der Kommune Beteiligten. Manet zeigte sich über diese Amnestie äußerst erfreut und dekorierte einen Brief an seine Freundin Isabelle Lemmonier mit zwei französischen Fahnen und dem Ausruf „Vive l’amnistie“ (Es lebe die Amnestie).
Das erste Treffen von Manet und Rochefort fand möglicherweise im Salon von Nina de Callias statt, in dem beide verkehrten. Nach der Rückkehr Rocheforts gelangte seine spektakuläre Flucht von 1874 dank seines Romanes L’évadé, roman canaque (Der Ausbrecher, Ein Südseeroman) wieder ins Bewusstsein der Pariser Öffentlichkeit und Manet beabsichtigte dieses Geschehen in einem Gemälde festzuhalten. Um die Einzelheiten der Flucht direkt vom Beteiligten zu erfahren, bat Manet den Radierer Marcellin Desboutin, den Manet bereits 1875 porträtiert hatte, ein Treffen mit Rochefort zu arrangieren. Desboutin, ein Verwandter Rocheforts, schrieb daraufhin an Manet: „Der Vorschlag wurde mit Enthusiasmus aufgenommen. ... Es werden Ihnen, wann Sie es wünschen, nicht nur Robinson-Rochefort, sondern auch Olivier Pain-Freitag zur Verfügung stehen ... Alle Türen sind Ihrem Namen und Ihrem Talent weit geöffnet ...“ Olivier Pain, von dem Manet 1881 eine Ölskizze schuf (Privatsammlung), gehörte zu der kleinen Gruppe von Personen, die Rochefort bei der Flucht begleiteten. Desboutin spielt in diesem Brief auf den Protagonisten Robinson Crusoe aus dem gleichnamigen Roman von Daniel Defoe und dessen Freund Freitag an.
Dem Treffen von Manet und Rochefort folgte keine freundschaftliche Beziehung der beiden. Neben den Arbeiten an dem Gemälde, welches die Flucht Rocheforts thematisieren sollte, bot Manet Rochefort an, ihn zu porträtieren, wozu dieser nur widerwillig seine Zustimmung gab. Nach Fertigstellung des Porträts beabsichtigte Manet Rochefort das Gemälde zu schenken, was dieser aber ablehnte. Rochefort fand eher Geschmack an Kunstwerken traditionellerer Art. So befanden sich in seiner Kunstsammlung neben Arbeiten des 18. Jahrhunderts (zumeist Kopien) das Porträt das Giovanni Boldini 1882 von ihm malte, sowie die Büsten, die Jules Dalou und Auguste Rodin von Rochefort schufen.
Im Vergleich der Gemälde, die verschiedene Künstler von Rochefort schufen, fällt auf, dass neben dem 1871 von Armand Gautier gemalten Henri Rochefort im Gefängnis von Mazas, das Rochefort während seiner Gefangennahme im Pariser Gefängnis von Mazas zeigt, die Maler Gustave Courbet, Giovanni Boldini und Manet Rochefort in sehr ähnlicher Weise darstellten. Alle drei Maler wählten ein nach links gerichtetes Brustbildnis vor dunklem Hintergrund und in allen Porträts trägt Rochefort die gleiche Kleidung. Es ist nicht bekannt, ob Manet das bereits 1874 entstandene Bild von Courbet kannte, oder ob Boldini sich eher an Manet oder Courbet orientierte. Beide, Courbet und Boldini, verzichteten im Gegensatz zu Manet in ihren Bildnissen auf die verschränkten Arme und vermieden Manets Darstellung der vernarbten Gesichtshaut.
Rochefort, der sich nach Manets Tod den Boulangisten anschloss, vertrat in seinen späteren Schriften einen virulenten Nationalismus und besonders während der Dreyfus-Affäre einen Antisemitismus. Die Kunsthistorikerin Françoise Cachin sieht diese politische Wandlung Rocheforts bereits als Vorahnung in Manets Porträt Henri Rochefort: „Obschon mit Manets gewohnten technischem brio gemalt, ist dieses eines seiner konventionelleren Porträts ... Dennoch ist ihm der Hauch der Scharlatanerie nicht ganz entgangen: die mit Bedacht arrangierte Haartracht vom Haupthaar bis zum dünnen Kinnbart als Zeichen der Eloquenz, terribilia, und Intransigenz. Der Eisenfresser lugt unter dem Helden, der Boulangist unter dem Republikaner hervor.“

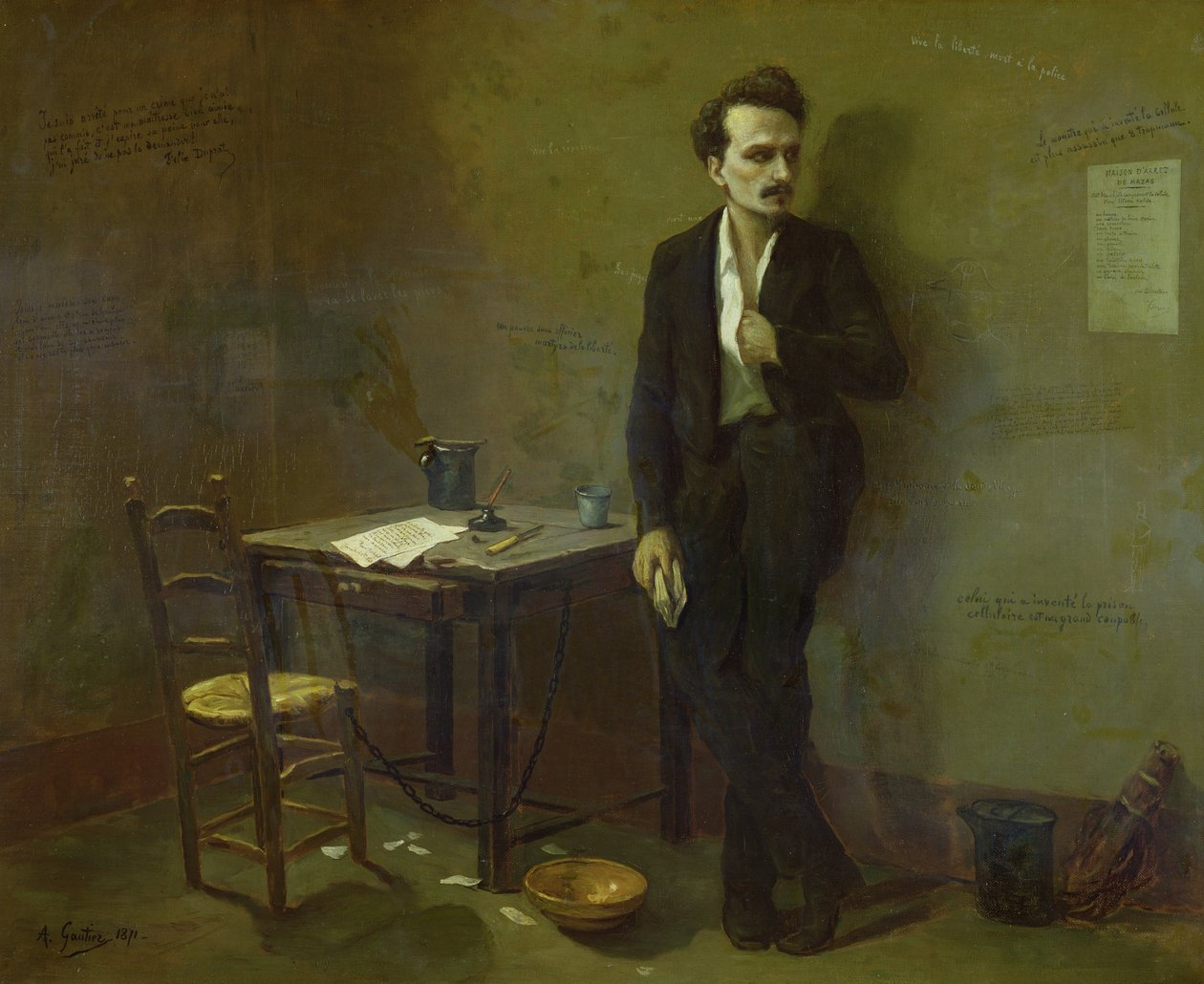
Armand Gautier: Henri Rochefort im Gefängnis von Mazas, 1871
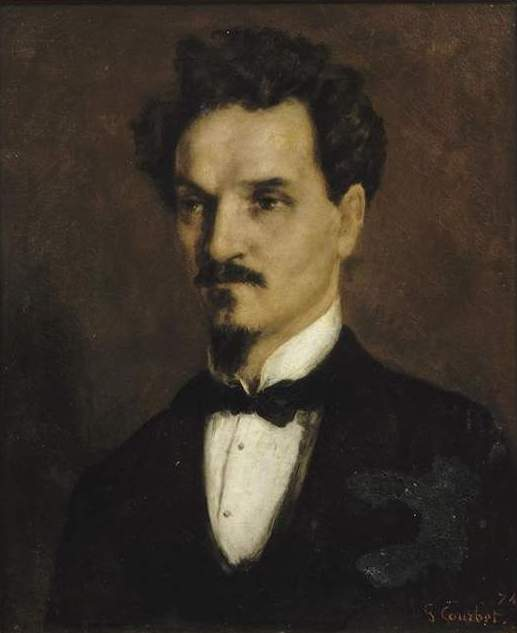
Gustave Courbet: Henri Rochefort, 1874
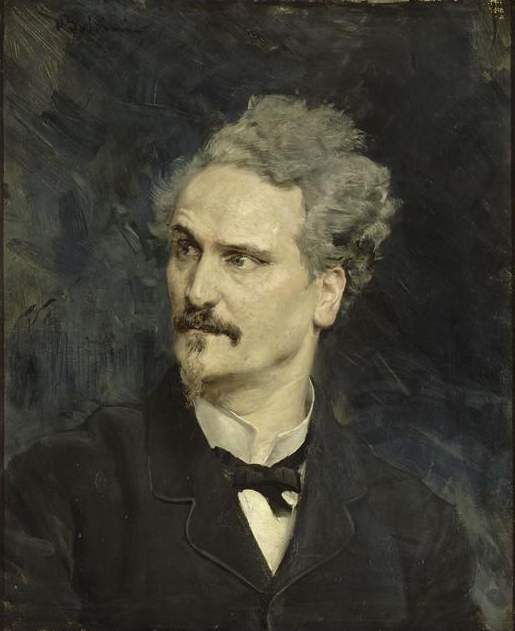
Giovanni Boldini: Henri Rochefort, 1882
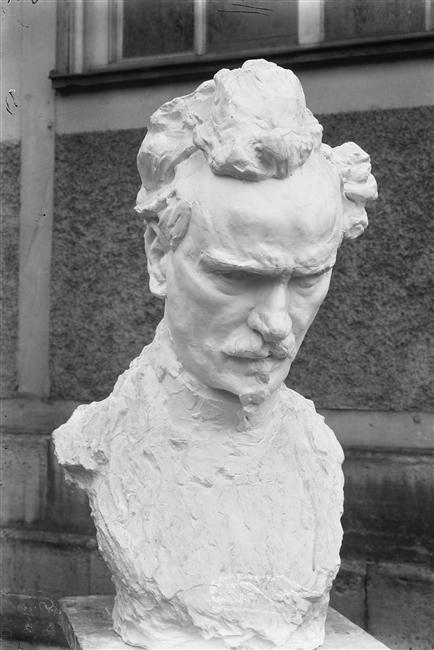
Auguste Rodin: Henri Rochefort, 1884

## Provenienz

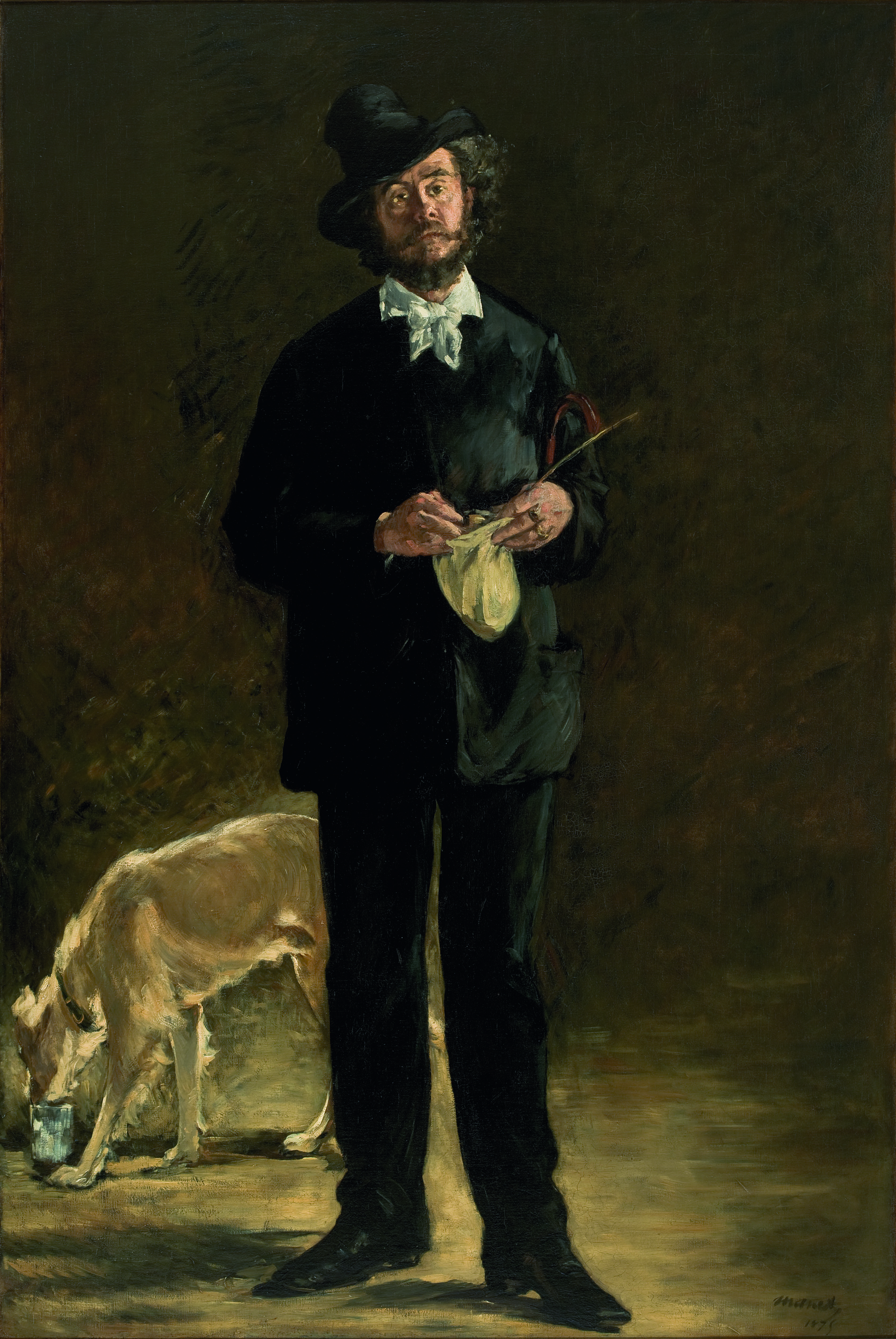
Édouard Manet: Der Künstler, 1875

Das Porträt Henri Rochefort war Teil einer Gruppe von fünf Gemälden, die Manet für insgesamt 11.000 Franc an den Bariton Jean-Baptiste Faure verkaufte. Zu dieser Gruppe von Bildern gehörten ebenfalls so bekannte Arbeiten wie Musik im Tuileriengarten und Im Wintergarten. Faure gehörte zu den bedeutendsten Sammlern der Werke Manets und besaß mindestens 67 seiner Gemälde. Über den Pariser Kunsthändler Paul Durand-Ruel kam das Porträt Henri Rochefort 1906 nach Berlin, wo es der Kunsthändler Paul Cassirer mit anderen Werken Manets aus der Sammlung Faure zum Verkauf anbot. Diese Ausstellung sah im Oktober des Jahres Alfred Lichtwark, Direktor der Hamburger Kunsthalle, und berichtete an die Ankaufskommission seines Hauses: „es sind immer noch wundervolle Sachen da, vor allem das schöne Bildnis von Rochefort und der Bon Bock ... Wenn mir zur Wahl gestellt würde, für den größeren Preis eines der beiden Bilder zu wählen würde ich dem Rochefort den Vorzug geben.“ Das Porträt Henri Rochefort gelangte schließlich 1907 als erstes Manetgemälde in die Sammlung der Hamburger Kunsthalle, während das Gemälde Bon Bock der Berliner Sammler Eduard Arnhold erwarb. Über die Qualität des neuerworbenen Porträt Henri Rochefort schrieb Lichtwark „Neben dem freilich noch großartigeren Bildnis von Dixboutin erscheint mir der Rochefort bei allen großen malerischen Vorzügen als das Geistigste, was ich von Manet kenne.“ Mit Dixboutin war das Gemälde Der Künstler gemeint, in dem Manet den Radierer Marcellin Desboutin porträtierte. Als dieses Bild 1910 mit der Sammlung Pellerin ebenfalls bei Paul Cassirer zum Verkauf stand, versuchte er dieses und das Gemälde Der Sänger Faure als Hamlet für die Kunsthalle anzukaufen. Hierzu bemerkte er: „Bringen wir es fertig, diese beiden Bildnisse zu erringen, so haben wir mit dem Rochefort die drei besten Bildnisse Manets ...“ Wegen des hohen Preises musste Lichtwark jedoch auf den Ankauf des Gemäldes Der Künstler verzichten. Stattdessen erwarb der Sammler Arnold das Gemälde und Lichtwark konnte schließlich mit Der Sänger Faure als Hamlet ein zweites Manetgemälde für Hamburger Kunsthalle sichern.